# Goitein (Familie)
Die Familie Goitein leitet ihren Namen aus dem Geburtsort ihres ersten bekannten Vorfahren ab, dem mährischen Ort Kojetín. Aus der Familie gingen zahlreiche Rabbiner, jüdische Gelehrte und sonstige Wissenschaftler hervor.

## Die 1. Generation: Baruch Bendit Goitein
Der Stammvater der bislang bekannten Goiteins ist Baruch Bendit Goitein (1770–1839), der viele Jahre Rabbiner im ungarischen Högyész war. Von ihm stammt eine Arbeit über die talmudische Methodik, die unter dem Titel Kesef Nibḥar zwischen 1827 und 1828 in Prag erstmals veröffentlicht wurde. Das Werk enthält 160 Grundsätze des rabbinischen Rechts, in denen die im Talmud enthaltenen Quellen und ihre Anwendung auf praktische Fälle aufgeführt sind. Über seine erste Frau, Bele (1780–1820), vermutlich eine geborene Silberer (Zilberer), gibt es keine weiteren Hinweise. Aus dieser Ehe gingen sechs Kinder hervor.
Nach dem Tod von Bele Goitein ging Baruch eine zweite Ehe ein mit Hindl Kasi (* 1800). Aus dieser Ehe stammen weitere zwei Kinder.

## Die 2. Generation: Zvi Hirsch Goitein
Von allen Nachfahren Baruch Goiteins liegen nur über die Existenz von Zvi Hirsch (Hermann) Goitein (1805–1860) Informationen vor. Er wurde 1841 in Hőgyész Nachfolger seines Vaters als Rabbiner und war verheiratet mit Szoli Teller (1815–1895). Er wird als Autor des Yedei Moshe genannt; nähere Angaben zu dem Werk liegen allerdings nicht vor.

## Die 3. Generation
Das Ehepaar Goitein-Teller hatte sieben Kinder, „vier Söhne und drei Töchter. Der zweite Sohn war bereits Rabbiner, der älteste und der dritte waren Kaufleute geworden, der jüngste, unser Vater, war wieder zum ‚Lernen‘ bestimmt.“ Dieser hier von Rahel Straus erwähnte jüngste Sohn war Gabor Goitein.

### Gabor Goitein
Gabor Goitein (* 1848 – † 25. April 1883), auch Gabor Gedalja (Gabriel) Goitein. Nur über ihn und seinen älteren Bruder liegen nähere Informationen vor:

### Elijahu Menahem Goitein
Elijahu Menahem Goitein (1837–1902) trat in die Fußstapfen seines Vaters und wurde abermals Nachfolger als Rabbiner in Hőgyész. Er war verheiratet mit der aus einer mährischen Rabbiner- und Gelehrtenfamilie stammenden Amalie Baneth († 1927)., und Autor des Werkes Rab Berachot, über das es allerdings keine Hinweise mehr gibt.
Die Zeitschrift Der Israelit berichtete im Juni 1861 über ihn, dass er, gerade 23 Jahre alt, bereits seit einem Jahr sein Rabbineramt in Högyesz „zur Zufriedenheit aller gutdenkenden Gemeindemitglieder“ ausübe. Er habe das Amt übernommen, um „der Gemeinde insofern eine Erleichterung zu verschaffen, daß sie dadurch die Pensionierung seiner Mutter und deren fünf unmündigen Kinder (die Relicten des vorigen Rabbiners) ersparte“. Zwei Männer, die gegen den Rabbiner „unbegründete Opposition“ betrieben hätten, hätten nun vor der ganzen Gemeinde öffentliche Abbitte geleistet, wodurch jetzt „in der ganzen Gemeinde Liebe und Eintracht“ herrsche. Mehr als 40 Jahre später heißt es in einem Nachruf über ihn:

„Rabbi Elias Menachem Goitein ist in Högyesz (Tolnaer Comitat) in Ungarn im Alter von 65 Jahren gestorben. Der Verstorbene war ein ausgezeichneter Gelehrter und ein treuer und begeisterter Anhänger unserer zionistischen Sache. 42 Jahre hindurch übte er sein Amt in derselben Gemeinde aus als Nachfolger seines Vaters und Grossvaters und erfreute sich nicht nur bei den Juden, sondern auch bei der christlichen Bevölkerung hoher Achtung und Verehrung. Alle seine Söhne sind treue Freunde ihres Volkes und gute Zionisten. Der älteste Sohn Dr. Heinrich Goitein ist Rabbiner in Kopenhagen, der zweite Rabbiner in Burgkunstadt; ein anderer Sohn ist Arzt in London und ein vierter der bekannte Kongress-Delegierte J. L. Goitein, Vorsitzender des zionistischen Vereines in Frankfurt a. M.“

In der Gabor und Elijahu Menahem Goitein nachfolgenden 4. Generation gibt es eine starke Ausdifferenzierung innerhalb dieser beiden bekannten Goitein-Linien.

## Die 4. und die nachfolgenden Generationen

### Die Gabor-Goitein-Linie
Aus der Ehe von Gabor Goitein und seiner Frau Ida (Jette oder auch Henriette; geborene Löwenfeld, * 21. März 1848 – † 21. Oktober 1931), einer Volksschullehrerin, gingen sechs Kinder hervor. In einer Laudatio zu ihrem 70. Geburtstag wird Ida Goiteins soziales Engagement herausgestellt, aber auch ihr Einsatz für die zionistische Sache, die sie, „noch ehe Herzls bestrickende Persönlichkeit erschien, zur Zionistin gemacht“ habe. Zehn Jahre später, aus Anlass von Ida Goiteins 80. Geburtstag startete der Verband Jüdischer Frauen für Kulturarbeit in Palästina einen Aufruf, um ihr zu Ehren einen Fonds zu gründen, über den Spenden zur Unterstützung eines jüdischen Kindergartens in Palästina eingeworben werden sollten.

#### Gertrud Goitein
Gertrud (Gittel) Unna-Goitein (1876–1954) wurde die Ehefrau des Mannheimer Rabbiners Isak Unna. Das seit 1898 verheiratete Paar hatte fünf Töchter und drei Söhne, unter ihnen
- Mosche Unna (1902–1989), langjähriger Knessetabgeordneter für die Nationalreligiöse Partei, war wie seine Geschwister Cilly, Ruth und Gabor-Gedaja Mitglied in der Mannheimer Gruppe des jüdischen Wanderbundes Blau-Weiß.[22]

#### Emma Goitein
Emma Goitein (1877–1968) wurde unter dem Namen Emma Dessau-Goitein als Künstlerin bekannt. Sie war verheiratet mit dem Physiker Bernardo Dessau (1863–1949).
Im Januar 1931 erschien in der Zeitschrift Menorah. Jüdisches Familienblatt für Wissenschaft, Kunst und Literatur ein Kurzporträt von ihr, das einige Hinweise auf ihren Werdegang gibt. Zum Zeitpunkt des Artikels lebte Emma Dessau-Goitein in Perugia und erfreute sich in Italien „als Malerin großer Beliebtheit“. Sie habe als Kunstgewerblerin begonnen und ihre ersten „künstlerischen Studien in der Portraitklasse der Malerinnenschule in ihrer Heimatstadt Karlsruhe“ betrieben; später habe sie die von Hubert von Herkomer gegründete Schule für Malerei in Bushey besucht. Darüber hinaus habe sie sich autodidaktisch weitergebildet, vor allem, um ihre handwerklichen Fertigkeiten zu vervollkommnen. „Keine Möglichkeit der Vervollkommung blieb ungenutzt, handelte esw sich um Aneignung neuer Techniken, Erlernung des Holzschnittes, um Schulung durch Kopieren der alten Meister in der Münchner Pinakothek, um Korrekturen durch anerkannte deutsche Meister, um Aktmalen im Freien in Hans Lietzmanns Aktschule am Gardasee.“
Zu Beginn des 20. Jahrhunderts entdeckte Dessau-Goitein das Exlibris für sich und „hat sich auf diesem Gebiet der Kleinkunst stark betätigt“. Parallel dazu entstanden Ölgemälde, die Titel trugen wie Trauer, Herbst, Mutterschaft oder Talmudschüler, und die „sehr günstige Besprechungen in der italienischen, vereinzelt auch in der deutschen Presse“ fanden. Buchrezensionen und Übersetzungen von ihr wurden im Der Israelit (siehe: Quellen) veröffentlicht, und dort erschien im September 1909 unter Bezug auf eine Veranstaltung in Mailand auch die folgende Meldung: „In der hiesigen Kunstausstellung erhielt die beliebte Malerin, Frau Professor Emma Dessau-Goitein, den Lesern des ‚Israelit‘ durch ihre gelegentliche Mitarbeit auf künstlerischem und belletristischem Gebiete vorteilhaft bekannt ist, die Silberne Medaille für die von ihr ausgestellten künstlerischen Exlibris. Auch auf der Kunstausstellung zu Livorno ist die Künstlerin, deren Gemälde in den Kreisen der Kunstkenner in der letzten Zeit steigende Beachtung fanden, durch eine Goldene Medaille ausgezeichnet worden.“
Nach Rahel Wolff sind jedoch „als Höhepunkt ihres Schaffens […] immer ihre Potraitarbeiten anzusehen“. Dazu zählen Selbstporträts ebenso, wie Porträts des Oberrabbiners von Florenz, Samuel Hersch Margulies (1858–1922) und von Samuel Dessau, des ehemaligen Direktors der Israelitischen Bürgerschule in Fürth. In zwei offenbar erst kurz vor der Veröffentlichung des Artikels entstandenen Porträts zweier Italiener erkannte Wolff „im besten Sinne moderne Bildnisse“ und bezeichnete sie als Vorzeichen und Beginn einer neuen Epoche, „die Emma Dessau dem Ideal ihrer Jugend und ihres ganzen Lebens immer näher führt“.
Der Mineraloge Gabor Dessau (1907–1983) ist der Sohn des Ehepaares Dessau-Goitein.

#### Hermann Goitein
Über Hermann Goitein (1879–1882) liegen bislang keine weiteren Hinweise vor.

#### Rahel Goitein
Rahel Goitein (1880–1963) ist seit 1905 verheiratet mit dem Juristen Elias (Eli) Straus, Sohn eines Bankiers und einer Mutter aus der Familie Feuchtwanger. Rahel und Eli Straus hatten fünf Kinder:
- Isabella (* 1909), verheiratete Emrich, Volkswirtin[29];
- Hannah (* 1912; † in Kanada), verheiratete Strauss, Lehrerin und Psychologin;
- Samuel (Peter) Friedrich (1914–1958), Landwirt in Israel;
- Gabriele (* 1915), verheiratete Rosenthal, Kinderpsychologin[30];
- Ernst Gabor Straus (1922–1983), Mathematikprofessor in Los Angeles, war seit Herbst 1944 mit Louise Miller verheiratet und hat zusammen mit ihr zwei Söhne:
  - Daniel Straus (* 1954)
  - Paul Straus (* 1957)[31]

#### Benedikt Goitein
Der 1881 geborene Benedikt (Beni) verstarb bereits ein halbes Jahr nach seiner Geburt.

#### Ernst Elijah Goitein
Ernst Elijah Goitein (* 4. November 1882 – † 26. Mai 1915) fiel als Leutnant im Ersten Weltkrieg.
Der promovierte Jurist und Alter Herr der Verbindung Jüdischer Studenten ‚Kadimah‘ München (im K. J. V.) war Rechtsanwalt in Mannheim und lebte seit Januar 1914 ein halbes Jahr lang in Palästina, wo er in Jaffa im Palästinaamt mitarbeitete. „Aber auch hier stand ihm seine große Bescheidenheit im Wege. Er fand kein Amt drüben, das ihn brauchte; er fand, daß jeder sein Möglichstes tat, und daß er nicht mehr und nicht Besseres leisten könne. Zu dieser Meinung kam noch dazu, daß er als geschulter, disziplinierter deutscher Beamter, der er nach Anlage und Bildung war, sich mehr das Verwalten des schon Geordneten zutraute, als das Aufbauen und Organisieren des Werdenden.“
Im Juli 1914 verließ er Palästina und erfuhr auf der Rückreise in Konstantinopel vom Kriegsausbruch. „Er traf rechtzeitig ein, um als Landwehrmann mit der Armee Heeringen in die Vogesen zu ziehen.“ Noch im gleichen Jahr wurde ihm das Ritterkreuz des Ordens vom Zähringer Löwen und die Silberne Verdienstmedaille am Bande der militärischen Karl-Friedrich-Verdienstmedaille verliehen.
Als einer der ersten jüdischen Leutnants im deutschen Heer befehligte Ernst Goitein nach seinem Einsatz im Westen eine Kompanie in den Karpaten, mit der er an der galizischen Front gegen Russland eingesetzt wurde. Bei einem Sturmangriff in der Nähe von Stryj wurde er durch eine Kugel tödlich verletzt. Zu seinen Ehren beschloss die Zionistische Ortsgruppe Mannheim, deren Vorsitzender Goitein gewesen war, die Gründung einer Elija Goitein-Stiftung, die, wie sich aus einer späteren Meldung in der Jüdischen Rundschau ergibt, dem Jüdischen Nationalfonds angegliedert wurde. Ein weiterer Nachruf auf Elija Goitein stammt von Arthur Ruppin, der sich mit ihm angefreundet hatte und in dessen Haus er seinen letzten Abend in Palästina verbrachte.

### Die Elijahu-Menahem-Goitein-Linie
Die Nachfahren von Elijahu Menahem Goitein und seiner Frau Amalie sind:

#### Kalman Goitein
Kalman Goitein (1860–1905) war verheiratet mit Elizabeth Barnett (1863–1940). Kalman Goitein wird als „K. Goitein-London“ als Delegierter für den V. Zionistenkongress erwähnt – neben seinem in Frankfurt lebenden Bruder Jakob Löb Goitein. Von den vier Kindern des Ehepaares ist vor allem eines in Erscheinung getreten:
- Edward Yehezkiel David (1900–1961), verheiratet mit Ora Claire Moyal (1908–2006), war Buchautor und Journalist. Er ist der Autor der 1923 in London erschienen Wonderful tales of a wonderful people[41], einem Buch „für alle, die jung genug sind, ein Märchen zu genießen oder alt genug, um eines zu erzählen“, wie der Autor im Vorspann vermerkt. Es ist ein Buch, dessen Erzählungen eher lose auf dem Alten Testament basieren.
Als Journalist schrieb er regelmäßig für die Anglo-Jüdische Presse über von ihm besuchte jüdische Gemeinschaften in Europa und im Orient. In diesem Zusammenhang erschien auch sein Artikel The Holy City of Frankfurt, eine mit viel britischem Humor gewürzte Darstellung des jüdischen Lebens in Frankfurt am Main im Jahre 1927.[42]

#### Hirsch (Zvi) Goitein
Hirsch (Zvi) Goitein (* 1863 in Högyész; † 29. August 1903 in Kopenhagen) war verheiratet mit Jitti Abeles (* 1865). Die Ehe blieb kinderlos, weshalb es in einem Nachruf heißt: „Ist dem teuren Entschlafenen auch kein Kindersegen zu Teil geworden, so wird sein Name doch in seinen Taten fortleben.“
Hirsch Goitein besuchte von 1882 bis 1892 ein Rabbinerseminar und wurde 1892 in Berlin ordiniert. Er studierte außerdem in Königsberg und verfasste die 1890 veröffentlichte Dissertation mit dem Titel Der Optimismus und Pessimismus in der jüdischen Religionsphilosophie. Von 1892 bis 1898 war er Rabbiner in Náchod, danach bis 1903 in Kopenhagen. Hirsch Goitein hat ein umfangreiches Werk hinterlassen, dessen Nachweise sich im WorldCat finden.
Vermutlich noch in seiner Nachoder Zeit entstand die Artikelserie Gedanken über Nationaljudenthum und Zionismus für die im Compact Memory nicht digitalisierte böhmische Monatsschrift Jüdische Chronik. Auf diese Artikelserie bezog sich im Januar 1898 eine ausführliche Besprechung in der Zeitschrift Die Welt (siehe: Quellen), in der ihm bescheinigt wird, „für die Existenz der jüdischen Nationalität und im Interesse des Zionismus eine Lanze gebrochen“ zu haben. Das wird belegt durch ein ausführliches Zitat aus der Artikelserie, in dem Goitein darlegte, dass die Juden aller Länder über die gleiche Religion, die gleiche Abstammung und die gleiche Geschichte verfügten. Trotzdem würde ihnen abgesprochen eine Nation zu sein, da sie „die Sprache der Bevölkerung reden, unter der sie leben“ und somit keine gemeinsame Sprache hätten. Dem hält er entgegen: „Die Sprache ist eben nur der Körper für den Gedanken, und die Gemeinschaft der Ideen auf Grund des gemeinsamen religiösen und geistigen Lebens bindet mehr als die äußerliche Gemeinschaft der Sprache. Zur Zeit des zweiten Tempels sprachen die Juden in Palästina aramäisch und die in Alexandrien und Kleinasien griechisch, und doch wird niemand bestreiten, daß sie als jüdisches Volk sich fühlten und auch als solches betrachtet wurden.“
Ein halbes Jahr später heißt es in der Welt unter Bezug auf Goiteins zuvor zitierte Schriften: „Hat doch seinerzeit Herr Dr. Goitein, Rabbiner von Kopenhagen, […] in den 3 Artikeln Gedanken über Nationaljudenthum und Zionismus mit seinem scharfen kritischen Denken und seiner streng philosophischen Schulung vom orthodoxen Standpunkte […] allen Gegnern des Zionismus im Namen des Judenthums gehörig heimgeleuchtet und ihnen unwiderleglich gezeigt, daß sie nicht mit Bibel und nicht mit Talmud und nicht einmal mit dem Alltagssiddur gegen den Zionismus kommen dürfen. Es ist wahrlich das beste, was darüber geschrieben wurde und verdiente als Broschüre jedem Zionisten als Vedemecum in die Hand gegeben zu werden.“

#### Eduard Ezechiel Goitein
Eduard Ezechiel Goitein (1864–1914) war verheiratet mit Frida Braunschweiger. Diese zog nach dem Tod ihres Mannes nach Frankfurt am Main und wohnte ganz in der Nähe ihres Schwagers Jacob Loeb Goitein. Ihren Tod im Alter von 48 Jahren vermeldete das Frankfurter Israelitische Familienblatt am 5. März 1920.
Eduard Ezechiel Goitein besuchte von 1879 bis 1882 eine Jeschiwa, anschließend von 1884 bis 1891 das Gymnasium in Breslau. Von 1887 bis 1891 studierte er in Berlin und wurde 1891 in Halle promoviert. Seine Dissertation trug den Titel Das Vergeltungsprinzip im biblischen und talmudischen Strafrecht. Parallel zu seinem Studium besuchte er ein Rabbinerseminar und wurde 1892 in Berlin ordiniert. Seine Stationen als Rabbiner waren: 1890–1892 Náchod, 1892–1897 Marienbad und 1897–1914 Burgkunstadt., wo er am 9. Januar 1897 seine Antrittspredigt hielt.
Was Goiteins Abschied aus Marienbad aus zionistischer Sicht bedeutete, zeigt ein Artikel im Der Israelit: „Als vor einigen Jahren Dr. Goitein aus Marienbad nach Burgkunstadt berufen wurde, haben die gesetzestreuen Juden seinen Rücktritt tief bedauert. Schon nach kurzer Zeit zeigte es sich daß die Befürchtungen der Conservativen nur zu begründet waren. Unter der Wirksamkeit des neuen Rabbiners wurde die Orgel eingeführt und den sog. Reformen Thür und Thor geöffnet.“
Die Kinder von Eduard Ezechiel und Frida Goitein sind:
- Hugo Goitein (1897–1977) – Laut einer Notiz im Frankfurter Israelitischen Familienblatt vom 25. Juli 1919 befand er sich zu diesem Zeitpunkt noch in englischer Gefangenschaft[55], aus der er im Spätherbst 1919 nach Frankfurt zurückkehrte.[56] Hugo Goiteins Name steht seit Anfang der 1920er Jahre statt dem seiner Mutter unter deren Frankfurter Adresse im Adressbuch der Stadt, sein Beruf wird mit Kaufmann angegeben.[50] Paul Arnsberg erwähnt ihn für das Jahr 1938 als ausgeschiedenes Mitglied der Gemeindevertretung, der er für die Jüdische Volkspartei angehört habe. In der Gemeindevertretersitzung vom 6. September 1938 wird als Grund seines Ausscheidens genannt, er sei ausgewandert.[57]
- Max Goitein (um 1897–1940)
- Shlomo Dov Goitein (* 3. April 1900 in Burgkunstadt als Fritz Goitein; † 6. Februar 1985 in Princeton); im Juli 1929 heiratete er in Jerusalem Theresa Gottlieb (1899–1986), nach den Worten ihrer Tochter Ayala Gordon „die erste professionelle Lehrerin für Rhythmik, komponiert aus hebräischen Kinderliedern in Palästina“.[58]
  - Ayala Gordon war lange Jahre Leiterin und Kuratorin der Jugendabteilung des Israel-Museums in Jerusalem.[59] Über ihr umfangreiches publizistisches Werk informiert der WorldCat.
  - Eilon Goitein
  - Ofra Rosner[60]

#### Benedek Goitein
Über Benedek Goitein (1865–1939) liegen bislang keine weiteren Hinweise vor.

#### Jacob Löb Goitein
Jacob Löb Goitein (* 30. November 1867 – † 12. Oktober 1939 in Haifa). Seine Frau Berta war eine geborene Abraham (* 1867 in Windesheim – † 28. März 1946 in Ramat Gan). Aus der 1893 geschlossenen Ehe der beiden gingen fünf Kinder hervor, die alle in Frankfurt am Main geboren wurden:
- Harry Goitein (1893–1916) feierte Ende 1906 seine Bar Mitzwa, was seine Großeltern mütterlicherseits, die Familie Abraham, veranlasste, ihm zu Ehren einen Ölbaum für den Herzl-Wald zu spenden.[62] Anfang 1911 wird er als Co-Referent eines Geschichtsreferats vor der Frankfurter Zionistischen Jugendgruppe erwähnt: Vom Verluste der staatlichen Selbständigkeit bis zur Rückkehr aus dem baylonischen Exil.[63] Nach Paul Arnsberg zog er vermutlich als Kriegsfreiwilliger in den Ersten Weltkrieg.[64] Der „stud. hist. Harry Goitein“ fiel am 17. September 1916 in der Nähe von Amiens.[65] Offenbar zu seinem Gedenken wurde als Teil des Herzl-Waldes ein Harry-Goitein-Garten angelegt. Dieser Garten ist in den folgenden Jahren immer wieder Adressat von Spenden, sowohl aus dem Familienkreis, als auch von Freunden und Bekannten der Familie.
- Max Goitein (* 5. Februar 1895 – † 22. Dezember 1968 in Pleasantville (New York)), der Anfang 1908 in der Börneplatzsynagoge seine Bar Mitzwa feierte[66], war ebenfalls Soldat im Ersten Weltkrieg und arbeitete danach in einer international tätigen Metall- und Rohstoffhandlung. In den 1920er Jahren zog er nach Prag und heiratete dort die Opernsängerin Thea Klein (geborene Abt; 1900–1945). Das Paar wanderte 1939 nach Palästina aus und ließ sich in Ramat Gan nieder. Dort gründeten sie mit einem tschechischen Partner eine Fabrik für Zahnbohrer. Einige Jahre nach dem Tod seiner Frau heiratete Max Goitein die aus den USA stammende (Helena; 1898–1977), eine Sprachtherapeutin und zog mit ihr in die USA. Beide Ehen von Max Goitein blieben kinderlos.
- Sittah Goitein (* 9. Juli 1896 – † 1986 in Haifa) besuchte nach dem Abitur die Kunstschule in Frankfurt, eine Vorgängerin der heutigen Städelschule. Sittah, für deren Namen unterschiedliche Schreibweisen vorliegen, trat schon als Kind künstlerisch in Erscheinung. Im Dezember 1906 rezitierte sie, die auch Schülerin des hebräischen Sprachvereins war, bei der Chanukkafeier der Frankfurter Zionistischen Vereinigung einen hebräischen Text von Chaim Nachman Bialik.[67] 1911 trat sie bei einer Chanukkafeier mit einem musikalischen Vortrag in Erscheinung[68], und ein Jahr später begleitete sie am Klavier gesangliche Darbietungen.[69]
Der zionistischen Familientradition folgend, gehörte sie auch der Frankfurter Zionistischen Jugendgruppe an und trat dort mit Vorträgen über Jizchok Leib Perez (1915)[70] und Bialik (1916) in Erscheinung.[71]
Im Frankfurter Israelitischen Familienblatt wird Sitta Goitein im Dezember 1922 als Schülerin des Malers Hermann Lismann vorgestellt. In einem Artikel über eine Ausstellung, in der neben Werken Lismanns auch welche von ihr gezeigt wurden, heißt es über sie: „Bei Sittah Goitein ist Alles ins Menschlich-Gefühlshafte verlagert; trotz der Jugend keine Metaphysik und kein exzentrisches Dogma. Verschiedenartige Kunstrichtungen klingen an, man sieht, hier wurde vielfältig gesucht und vielfältig um Gestaltung gerungen. […] In allem: eine Künstlerrin, die bei genügender Selbstzucht ihre innere Vielfältigkeit auswirken und gestalten wird und nur wachsen kann.“[72]
1924 heiratete sie Fritz Millner (* 30. März 1898 in Würzburg – März 1963 in Haifa).[73] Das war wohl das Ende ihrer künstlerischen Laufbahn, denn bei Ayala Gordon heißt es in diesem Zusammenhang: „Leider tauschte sie 1924 nach ihrer Heirat mit Fritz Millner ihre künstlerische Begabung durch häusliche Tätigkeiten aus. […] In ihrer Freizeit malte sie bis an ihr Lebensende in Öl, Pastell- und Aquarellfarben und vor allem abstrakte Themen.“ Das Ehepaar Millner hatte zwei Söhne:
  - Harry Millner (1925–2009). Er wird bei Gordon als Erstgeborener vorgestellt und ist mit Margalit (Grietje Isaac; * 1923 in Amsterdam) verheiratet. Das Ehepaar trat in die von Fritz Millner mitgegründete Firma ein und hatte eine Tochter.
    - Doris Deborah Millner (* 1958 in Haifa), seit 1984 verheiratet mit Ron Cohen. Die beiden lebten und arbeiteten zur Zeit der Fertigstellung von Gordons Buch in Haifa, wo Ron niederländische Honorarkonsul war. Das Paar hat zwei Kinder:
      - Netta Cohen (1985) und
      - Erez Cohen (1988).

  - Uri Millner (* 1929 in Frankfurt; † 1948). Er fiel im Unabhängigkeitskrieg in der Nähe von Latrun. Er hatte eine Oberschule in Haifa besucht, war in der Hagana aktiv und arbeitete vor dem Unabhängigkeitskrieg als Polizist in der britischen Polizei.
- Irma Rachel Goitein (* 17. Mai 1899 – † 1989 in Haifa). Sie hatte an der Universität Frankfurt am Main Geschichte und Philosophie studiert und wurde mit einer Arbeit über Moses Hess promoviert: Probleme der Gesellschaft und des Staates bei Moses Hess.[74] Sie kam 1933 nach Palästina.
- Dorle Goitein (1905–1998) und ihr Ehemann Zvi (Freilich) Efrat (1903–1961).
Dorles voller Vorname ist Theodora – in Anlehnung an Theodor Herzls Vornamen, der wenige Monate vor Dorles Geburt gestorben war. Als Mitglied von Blau-Weiss absolvierte sie eine landwirtschaftliche Ausbildung auf dem Markenhof und gehörte zusammen mit ihrem Mann zu den Gründern und Gründerinnen des Kibbuz Beit Zera.
→ Hauptartikel: Beit Zera Das Ehepaar hatte drei Kinder:
  - Uzi Efrat kam kurz nach der Gründung von Beit zera im Krankenhaus von En Charod zur Welt. Ihm folgten 1931 Zwillinge:
  - Judith (Yehudat) Efrat (* 5. Dezember 1931) Judiths Mann ist Shlomo Oren, mit dem zusammen sie vier Kinder hat:
    - Hagar Oren (* 1952), die in Beit Zera lebt und dort das Archiv des Kibbuz mit betreut. Aus ihrer Ehe mit Audi Ashkenazi gingen drei Kinder hervor:
      - Hadas Ashkenazi (* 1982)
      - Shaked Ashkenazi (* 1984)
Shaked Ashkenazi nahm am 27. Januar 2020 in Freiburg an einem Gedenkabend an die Befreiung des Konzentrationslagers Auschwitz teil, bei dem auch die Erinnerung an die jüdische Geschichte des Markenhofs im Fokus stand. Shaked Ashkenazi wuchs in Beit Zera auf, wo sie bis zu ihrem 20. Lebensjahr auch lebte. Sie studierte dann am Weizmann Institute of Science in Rehovot und ging danach als Postdoktorandin nach Oxford, wo sie seit 2018 als Biologin forscht.[75]
      - Dafina Ashkenazi (* 1988)

    - Noga Oren (* 1954)
    - Rachel Oren (* 1958)
    - Civia Oren (* 1964)

  - Amos Efrat (* 5. Dezember 1931; † 1996)

#### Bernard Yerachmiel Dov Goitein
Bernard Yerachmiel Dov Goitein (1871–1947) – In einem Nachruf auf Amalie Goitein wird er als ihr Sohn „Dr. Bernard Goitein in London“ erwähnt. Er war vermutlich Mediziner und jener „Herr cand. med. Bernhard Goitein“, der am 5. Dezember 1897 in Wien einen „Vortrag über Religion und Zionismus“ gehalten hat.
Bernard Goitein war verheiratet mit Millie Snowman (1881–1956). Das Ehepaar hatte drei Kinder, von denen eines seinen Namen anglisierte:
- David Galton (* 1. März 1922 – † Januar 2007) hieß ursprünglich David Abraham ‚Jimmy‘ Goitein und war einer der bedeutendsten Pioniere bei der Entwicklung einer erfolgreichen Behandlung für erwachsene Patienten mit Leukämie oder Lymphom.[78] Seine Geschwister waren:
- Ernst Manuel (Bobby) Goitein (* 21. September 1905 in London)[79]
- Ella Ziona Nehama Goitein (* 7. Februar 1904 in London; † 16. September 1998 in Jerusalem)[80]. Die studierte Historikerin war verheiratet mit:
  - Ernst Fraenkel (Ernst Sally Frankel; * 28. Juni 1902 in Frankfurt am Main; † 18. September 1992 in London). Er und seine Frau wurden beide auf dem Sanhedria Cemetery in Jerusalem beerdigt.[81]

#### Joseph Solomon Goitein
Joseph Solomon (Shlomo) Goitein (1880–1944) war in der vierten und letzten Generation als Rabbiner von Hőgyész tätig. Er war in erster Ehe mit Perl Rosenbaum (1875–1918) verheiratet. Aus dieser Ehe gingen acht Kinder hervor. Die zweite Ehe mit Margit Malka Rozenberg (1902-1844) blieb kinderlos. Die Beiden wurden in Auschwitz ermordet.

#### Lea Goitein
Lea Gotein (1878–1966) war mit dem Rabbiner Jizchak Michael Duschinsky (1871–1939) verheiratet.